# Тютерев, Никита Юрьевич
Никита Юрьевич Тютерев (род. 21 июля 1997 года, Москва) — российский сноубордист, обладатель Кубка Европы в дисциплине биг-эйр (сезон 2016/17). Специализируется в дисциплинах биг-эйр, слоупстайл. В 2018 году присвоено звание  Мастер спорта международного класса  .

## Карьера
В 2015 году победил на первенстве Москвы.
Дебютировал в Кубке Мира в январе 2017 года в Москве, а уже в декабре 2017 года вышел в финал Кубка Мира в Пекине. Первый российский сноубордист участвующий и вошедший в финал соревнований Air & Style проходивший в Пекине. В 2017 году, пройдя 9 этапов кубка, одержал победу в кубке Европы, тем самым заработав личную квоту для участия на Кубках мира.

## Результаты выступлений
| Дата             | Место проведения              | Категория         | Дисциплина              | Место |
| ---------------- | ----------------------------- | ----------------- | ----------------------- | ----- |
| 03 апреля 2016   | Солнечная долина, РФ          | Чемпионат России  | Биг-эйр                 | 5     |
| 05 апреля 2016   | Солнечная долина, РФ          | Чемпионат России  | Хаф-пайп                | 13    |
| 07 января 2017   | Москва, РФ                    | Этап Кубка Мира   | Биг-эйр                 | 38    |
| 28 января 2017   | Фонт Ромеу, Франция           | Этап Кубка Европы | Биг-эйр                 | 3     |
| 29 января 2017   | Фонт Ромеу, Франция           | Этап Кубка Европы | Биг-эйр                 | 4     |
| 11 февраля 2017  | Сараево, Боснии и Герцеговины | Этап Кубка Европы | Слоупстайл              | 16    |
| 12 февраля 2017  | Сараево, Боснии и Герцеговины | Этап Кубка Европы | Биг-эйр                 | 4     |
| 17 февраля 2017  | Гетчен, Германия              | Этап Кубка Европы | Биг-эйр                 | 12    |
| 25 февраля 2017  | Давос, Швейцария              | Этап Кубка Европы | Биг-эйр                 | 20    |
| 04 марта 2017    | Капаоник, Сербия              | Этап Кубка Европы | Биг-эйр                 | 5     |
| 05 марта 2017    | Капаоник, Сербия              | Этап Кубка Европы | Биг-эйр                 | 1     |
| 24 марта 2017    | Кюхтай, Австрия               | Этап Кубка Европы | Биг-эйр                 | 10    |
| 22 апреля 2017   | Сильваплана, Швейцария        | Этап Кубка Европы | Биг-эйр                 | 7     |
| 03 сентября 2017 | Кардрона, Новая Зеландия      | Этап Кубка Мира   | Слоупстайл квалификация | 27    |
| 04 сентября 2017 | Кардрона, Новая Зеландия      | Этап Кубка Мира   | Слоупстайл              | 54    |
| 11 ноября 2017   | Милан, Италия                 | Этап Кубка Мира   | Биг-эйр                 | 50    |
| 24 ноября 2017   | Пекин, Китай                  | Этап Кубка Мира   | Биг-эйр квалификация    | 5     |
| 25 ноября 2017   | Пекин, Китай                  | Этап Кубка Мира   | Биг-эйр                 | 10    |
| 02 декабря 2017  | Менхенгладбах, Германия       | Этап Кубка Мира   | Биг-эйр                 | 41    |
| 08 декабря 2017  | Коппер Маунтин, США           | Этап Кубка Мира   | Биг-эйр квалификация    | 26    |
| 10 декабря 2017  | Коппер Маунтин, США           | Этап Кубка Мира   | Биг-эйр                 | 46    |
| 18 марта 2018    | Солнечная долина, РФ          | Чемпионат России  | Биг-эйр                 | 8     |